# Altopiano della Vigolana (territorio)
L'Altopiano della Vigolana (conosciuto anche col nome di Altopiano di Vigolo Vattaro) è un altopiano che si trova in Trentino, a monte della sponda ovest del lago di Caldonazzo, confinato tra la Marzola e la Vigolana, costeggiato a sud-est dalla valle del rio Centa.
Da un punto di vista amministrativo l'altopiano, che si estende per circa 45 km², è racchiuso nel comune di Altopiano della Vigolana, nato nel 2016 dalla fusione dei comuni di Vigolo Vattaro, Bosentino, Vattaro e Centa San Nicolò.

## Geografia
A causa della forma indeterminata del territorio, l'altopiano non ha una caratterizzazione morfologica e regionale inequivocabile: nonostante sia riconosciuto come altopiano, gli esperti faticano a inserirlo tra i pianori della zona e viene descritto anche come sella per la sua forma avvallata. Ha un'origine preglaciale ed è stato scavato da un corso d'acqua arcaico diretto a ovest che ha solcato l'area. Nel corso delle varie ere geologiche la valle è divenuta pensile, ovvero sospesa rispetto al fondovalle maggiore.